# Mont Jovet
Mont Jovet is een 2558 meter hoge berg in de Franse Alpen, meer bepaald in het Vanoisemassief in de Savoie. De top ligt op de grens van de gemeenten Notre-Dame-du-Pré en Bozel. Mont Jovet torent uit boven het skigebied La Plagne. De top is in de zomer bereikbaar via verschillende wandelpaden en aan de voet van de berg, in het zuidwesten, ligt de Alpenhut Refuge du Mont Jovet.